# جوردن مور
جوردن مور (بالإنجليزية: Jordan Moore)‏ (19 فبراير 1994 بغلاسكو في المملكة المتحدة - ) هو لاعب كرة قدم بريطاني في مركز الهجوم. لعب مع دندي يونايتد ودونفرملين أثلتيك ونادي يميريك وأردريونيانز ونادي كوينز بارك.

## وصلات خارجية
- جوردن مور على موقع قاعدة بيانات كرة القدم.إي يو (الإنجليزية)
- جوردن مور على موقع Soccerbase.com (لاعب) (الإنجليزية)
- جوردن مور على موقع Soccerway.com (الإنجليزية)